# Greg Ballard
Pour les articles homonymes, voir Greg A. Ballard et Ballard.
Gregory Ballard dit Greg Ballard, né le 29 janvier 1955 à Los Angeles (Californie) et mort le 9 novembre 2016, est un joueur et entraîneur américain de basket-ball. Il évolue durant sa carrière au poste d'ailier fort.

## Palmarès
- Champion NBA 1978